# 専西寺 (文京区)
専西寺（せんさいじ）は、東京都文京区にある真宗大谷派の寺院。

## 歴史
1207年（承元元年）、専西坊によって開山された。専西坊は源義家の末裔で、親鸞聖人の下で出家し、鎌倉雪ノ下で「一向山専西坊」と称する草庵を結んだ。これが当寺の起源である。
1627年（寛永3年）、正入によって江戸湯島に移転し「一向山専西寺」として中興した。
ところが1682年（天和2年）に火災に遭い、その後の再建が認められなかったため、廃寺となった。当時の住職恵皆法師は代々木の正春寺の住職となった。1692年（元禄5年）にようやく再建が認められ、駒込の地に再建された。1719年（享保4年）に現在地に移転した。

## 正春寺寺伝による異伝
正春寺に伝わる寺伝によると、専西寺の由来は下記の通りという。
専西寺は元々湯島にあり、天台宗の寺院であった。1620年（元和6年）、専西寺の正入が新たに代々木の地に「専西寺」を創建し、1627年（寛永3年）に浄土真宗に転宗したという。
1682年（天和2年）の湯島専西寺の火災により、代々木専西寺が「専西寺」として一本化され、1692年（元禄5年）に「正春寺」に改称したという。

## 寺宝等
- 阿弥陀如来像（本尊）

## 交通アクセス
- 本駒込駅より徒歩5分。